# カードファイト!! ヴァンガード overDress
『カードファイト!! ヴァンガード overDress』（カードファイト ヴァンガード オーバードレス）は、ブシロードのトレーディングカードゲーム『カードファイト!! ヴァンガード』を原作としたテレビアニメ。
本項目では、本作品の続編として制作されたテレビアニメ『カードファイト!! ヴァンガード will+Dress』（カードファイト ヴァンガード ウィルドレス）および『カードファイト!! ヴァンガード Divinez』（カードファイト ヴァンガード ディヴァインズ）についても、併せて詳述するものとする。これらの作品群については『Dシリーズ』とも呼称される。

## 概要
「カードファイト!! ヴァンガード 10周年記念作品」。本作品は、従来の『ヴァンガード』のアニメシリーズ（無印シリーズ・Gシリーズ・2018年版シリーズ）から登場キャラクターや世界観が刷新された新シリーズとして打ち出されており、作中に登場するカードも一新されている。放送形態の面でも、シリーズ前作『カードファイト!! ヴァンガード外伝 イフ-if-』までの通年放送形式に代わり、本作品からは断続的な放送休止期間を挟みつつ、1クールずつ放送するという新たな形式が採られている。
本作品を含めた「Dシリーズ」は、2025年1月時点までに通算で3作品・7期が放送されており、また第9期までの制作や、再放送も含めた作品の放送が同年12月まで継続されることも明らかにされている。さらに、第10期以降の企画も準備中とされている。

### カードファイト!! ヴァンガード overDress
「Dシリーズ」の1作目に当たる本作品の制作・放送の発表は、2021年1月19日に開催・配信された「ヴァンガード・プロジェクト2.0発表会」にて行われた。シリーズ全体としては第1期・第2期にあたる。
Season1は2021年4月3日から6月26日まで、テレビ愛知・テレビ東京系列で毎週土曜8:00 - 8:30（JST）にて全12話が放送され、同年7月3日から9月25日には同時間帯にて再放送も実施された。
Season2は2021年10月5日から12月28日まで、テレビ東京ほかで毎週火曜0:00 - 0:30（月曜深夜、JST）にて全13話を放送。Season1からはネット形態が変更され、テレビ東京系列で放送される『ヴァンガード』のアニメシリーズとしては、再放送以外では初の深夜帯での放送とされた。Season1が未放送だったBSテレ東でも放送された一方で、Season1を放送していたテレビ北海道、テレビせとうち、TVQ九州放送が放送局から外れた。

#### カードファイト!! ヴァンガード will+Dress
「Dシリーズ」の2作目に相当し、シリーズ全体としては第3期 - 第5期にあたる。
同作品の制作は、『overDress』Season2の放送に先駆け2021年9月14日に開催・配信された「ブシロード TCG戦略発表会 2021秋」にて、まず『overDress』のSeason3およびSeason4という形で発表されており、その後2022年3月8日に開催・配信された「ブシロードTCG戦略発表会2022春」にて、『overDress』の続編となる新シリーズ『カードファイト!! ヴァンガード will+Dress』として第3期の放送を発表。さらに同年6月15日に開催された「ブシロードTCG戦略発表会2022夏」内ではSeason1（第3期）の放送詳細のほか、それに続くSeason2（第4期）・Season3（第5期）の制作も併せて発表された。
Season1は、2022年7月5日から9月27日までテレビ東京ほかにて、『overDress』Season2に引き続き火曜の同時間帯で全13話を放送。同年10月1日から12月24日まで、『overDress』Season1の放送時間帯であった土曜8:00 - 8:30（JST）にて再放送も実施された。
Season2は、2023年1月14日から4月1日まで、テレビ愛知・テレビ東京系列にて、Season1再放送に引き続き土曜の同時間帯に全12話が放送された（本放送終了後の同年4月8日から6月24日まで同時間帯にて再放送）。テレビ東京系列で放送される『ヴァンガード』のアニメシリーズにおける、全系列6局での放送は、再放送を除けば『overDress』Season1以来となる。また、BS放送では放送局がBSテレ東からBS日テレに変更された。
Season3は、2023年7月8日から10月7日まで、Season2と同時間帯にて全13話を放送（本放送終了後の同年10月14日から12月9日にかけては『ヴァンガード セレクション』と題して、同時間帯での再放送を実施）。

#### カードファイト!! ヴァンガード Divinez
『overDress』・『will+Dress』に続く新シリーズ。「Dシリーズ」の3作目に当たると同時に、シリーズ全体としては第6期 - 第9期にあたる。
放送に先立ち、まず2023年10月17日にYouTube・ヴァンガードチャンネルで配信された「週刊ヴァンガード情報局D」にてタイトルと新主人公のビジュアルが公開された。CLAMPがキャラクターデザイン原案を手がける点や、世界観は前作より踏襲しながらも、同作品では主人公を含むメインキャラクターが概ね刷新されている。
各シーズンは以下のスケジュールにて放送。前シリーズと同じく、各シーズンとも共通して、テレビ愛知・テレビ東京系列の土曜8:00 - 8:30（JST）にて放送されているが、各シーズンの間に再放送を挟んでいた前シリーズとは異なり、本シリーズでは『ヴァンガード』シリーズの情報番組『ENJOY!!ヴァンガろうTV』が、各シーズンの合間に挟まる形とされている。なお、ブシロード社長の木谷高明は、今は配信サイトでアニメが見られるようになったので再放送の需要というのは下がったことから、バラエティ番組を制作しようと思い、そうやって繋いで行くことで常に『ヴァンガード』の番組が続いているイメージは出るとカードゲーマーとのインタビューの中で話している。
- Season1：2024年1月13日 - 4月20日（全13話）
- Season2：2024年7月6日 - 10月12日（全13話）
- デラックス編（Season3）：2025年1月11日[23] - 4月19日（全13話）
- デラックス決勝編（Season4）：2025年7月5日[24] -

### 評価
アキバ総研の中里キリは、「第1話の冒頭からCLAMPらしさが現れている」、「主人公の近導ユウユのキャラクター性もCLAMP作品ではおなじみである」としている。また、作中のヴァンガードファイトの描写については「現実と幻想の境界のような戦いを描くのはキネマシトラスの得意とするところで、同社が過去に手掛けた「少女☆歌劇 レヴュースタァライト」に通ずるところがある」と評している。

## あらすじ

### overDress
加賀国金澤市に住む中学3年生の近導ユウユは他人の気持ちが読める力を持っているが、姉達の趣味に耐えられなくなり家出してしまう。そんな中、家から飛び出したユウユは大倉メグミと出会い、彼女と仲間たちのたまり場である夜の遊園地『ワンダヒル』を訪れ、リーダーの桃山ダンジとその仲間である石亀ザクサ、瀬戸トマリ達で結成された「チーム・ブラックアウト」とヴァンガードに出会う。そして、そのチームのリーダーであるダンジと謎に包まれた強豪ファイター、江端トウヤによるファイトが行われる。
ヴァンガードに興味を持ち始めたユウユに、ダンジが相棒となるカードを与える。そのカードの名は「トリクスタ」。ヴァンガードの魅力に引き込まれ、ファイターとして着実に成長していくユウユ。そんな中、ファイトでユウユに敗北したトウヤはひたすらに勝利を求める冷徹な性格に変貌し、相棒の伊勢木マサノリが主導で行なっている「チーム狩り」に手を貸すことになる。
ワンダヒルに再び訪れ、チーム狩りに巻き込まれた仲間達と奪われたチームの旗を目撃したユウユはトウヤとのファイトに敗北し、チームの旗を燃やされてしまう。
呆然としたユウユ達の前にダンジが戻ってくる。「全てを捨てて覚悟を決めてきた」と語ったトウヤに対し、チームの誇りである旗を燃やされた怒りをあらわに再戦を挑むダンジ。激戦の末に勝利をおさめたダンジであったが、自身の過去の清算の為にリーダーの座を降り、ワンダヒルを離れることになる。一方トウヤはダンジから「全力でぶつかってきたこと」を認められ、メンバーたちから罵声を浴びせられつつも、チーム・ブラックアウトの新たなリーダーに任命された。
一方、御薬袋ミレイが率いる「チーム・デイブレイク」は理想のヴァンガードを実現するため、各地で旗狩り・チーム狩りを続けていた。ユウユ達はチームの存亡をかけ、那古野城にてデイブレイクとの決戦に臨む。

### will+Dress
那古野城決戦から一年ほど経ったある日、ワンダヒルに迷い込んでしまった女子中学生の羽根山ウララは、チームを離れたトウヤに代わりブラックアウトの新たなリーダーとなったユウユと、その仲間達に出会う。その一方、彼らの元に大会「デラックス」への招待状が届いた。
「デラックス」とは、主催者である向江ジンキにより全国から選ばれた16人のファイターたちの中から最強を決定しようと企画された大会。史上最強ファイターの称号を得るべく、ユウユたちはデラックスに参加することに。
苛烈なまでの勝利至上主義を掲げる狐芝ライカやトップクラスのプロファイター廻間ミチルなど、選りすぐりのファイター達が名勝負を繰り広げていく。デラックス日本大会を勝ち抜き、アメリカに招かれたユウユとライカ、そしてトウヤの3人は、エキシビジョンマッチで各地を回っていく。一方、渡米中のダンジはミチルからの依頼でデラックスの真の目的を探るうちに、ファイターたちが相次いで失踪する事件との関連性に行き着いた。
そんな中、「究極の一戦」にたどり着くことを理想とする「ユニフォーマーズ」なる集団が姿を現し、ブラックアウトの行く末に影を落とすようになっていく。
誰もが最強のファイターになれる「UNIアプリ」の世界的流行によって情勢は一変し、ユニフォーマーズ一色に染まっていくヴァンガード。ユウユ達は個性が活きる楽しいファイトを取り戻すため、UNIアプリを通じてファイトの画一化を推し進めるユニフォーマーズと対立することとなる。

### Divinez
加賀國金澤市に住む少年・明導アキナはある日惑星クレイの幻覚に触れ、奇跡の運命者に選ばれた証として不思議なカードを手に入れる。それはすなわち、「運命大戦」への参加資格を得たということ。「運命大戦」とは、運命すら変える力のある運命者カードを持つファイター（運命者）達がお互いにファイトし最後まで勝ち残った一人が願いを叶えられる戦い。
運命大戦で勝ち残れば妹・明導ヒカリの病気を治すことができるかもしれないと考えたアキナは、参戦を決意する。かくして運命大戦の幕が開き、アキナはゆずれない願いのため員弁ナオとの師弟対決に始まり、西塔ミコト、清蔵タイゾウ、伊勢木マサノリや呼続スオウといった運命者達との戦いに身を投じていく。

## 登場人物

### overDress・will+Dress
- 近導ユウユ - 蒼井翔太[26]
- 桃山ダンジ - 小野友樹[26]
- 江端トウヤ - 内田雄馬[26]
- 大倉メグミ - 進藤あまね[26]
- 大倉タカミ - 逢坂良太
- 石亀ザクサ - 伊藤昌弘[26]
- 瀬戸トマリ - 遠野ひかる[27]
- 伊勢木マサノリ - 森嶋秀太[26]
- 御薬袋ミレイ - 中島由貴[27]
- 惣川ハルカ - 大地葉
- 梶田シノブ - 東内マリ子
- 狐芝ライカ - 小笠原仁
- 羽根山ウララ	 - 各務華梨
- 廻間ミチル - 佐久間大介（Snow Man）
- 向江ジンキ - 山下大輝
- 清蔵タイゾウ	 - 真野拓実
- 雨竜ムサシ - 安元洋貴
- 額田ユリナ - 戸松遥
- 霧島モンド - 中村悠一
- 熊取リク - 鈴村健一
- 鹿足ヒマリ - 反田葉月
- ソフィー・ベル - 三森すずこ
- サム（サミュエル・フレッドソン） - 前田誠二
- ハロナ・ウォーカー - 青木陽菜
- 阿賀井レノ - 莉犬（すとぷり）
- 佐倉井テンマ - さとみ（すとぷり）
- ギィ - 白石晴香
- 向江シンギ - 小林親弘

### Divinez
- 明導アキナ - 宮田俊哉
- ガブエリウス - 福山潤
- 明導ヒカリ/明星エリカ - 幸村恵理
- 員弁ナオ - 西尾夕香
- 呼続スオウ - 川島零士
- 西塔ミコト - 岩田陽葵
- 竹松ケント - 福島潤
- シヴィルト - 釘宮理恵
- 藍川クオン - 島﨑信長
- 鼎センカ - 橘田いずみ、伊藤彩沙（代役[28]）
- 西園寺ユナ - 渡瀬結月
- 黒崎キョウマ - 水中雅章
- 八雲カゲツ - 大塚剛央
- 六王院スズネ - 千春
- 美夜呼ルカ - 日笠陽子

## スタッフ
|                              | overDress                                        | will+Dress                                       | Divinez                                          |
| ---------------------------- | ------------------------------------------------ | ------------------------------------------------ | ------------------------------------------------ |
| 原作                         | ブシロード、伊藤彰                               | ブシロード、伊藤彰                               | ブシロード、伊藤彰                               |
| 製作総指揮・原案             | 木谷高明                                         | 木谷高明                                         | 木谷高明                                         |
| 総監督                       |                                                  | 森賢                                             |                                                  |
| 監督                         | 森賢                                             | 鈴木龍太郎                                       | 山田卓                                           |
| 副監督                       | 鈴木龍太郎                                       |                                                  |                                                  |
| シリーズ構成                 | 高橋ナツコ、森賢                                 | 中村聡 大西雄仁（Season2 - Season3）             | 校條春、大西雄仁                                 |
| シリーズ構成補佐             | 豊田百香                                         |                                                  |                                                  |
| カードファイトシナリオ       | 大西雄仁                                         |                                                  |                                                  |
| カードファイト構成           | 校條春                                           | 校條春                                           |                                                  |
| キャラクターデザイン原案     | CLAMP                                            | CLAMP                                            | CLAMP                                            |
| キャラクターデザイン         | 齊田博之                                         | 齊田博之                                         | 齊田博之                                         |
| キャラクターデザイン         | 永作友克                                         |                                                  |                                                  |
| プロップデザイン             | 多田靖子                                         | 多田靖子                                         | 多田靖子                                         |
| プロップデザイン             |                                                  | 国吉杏美                                         |                                                  |
| メカニックデザイン           | 高倉武史                                         | 高倉武史                                         | 高倉武史                                         |
| 美術設定                     | 石森連                                           | 石森連                                           | 石森連                                           |
| 美術監督                     | 柏村明香                                         | 錦見佑亮（ - Season2） 李春（Season3）           | 李春                                             |
| 色彩設計                     | 小宮ひかり                                       | 小宮ひかり                                       | 小宮ひかり                                       |
| 撮影監督                     | 武井夏樹（ - Divinez Season1）                   | 武井夏樹（ - Divinez Season1）                   | 武井夏樹（ - Divinez Season1）                   |
| 撮影監督                     |                                                  | 大友志優（Season2 - ）                           |                                                  |
| 編集                         | 黒澤雅之                                         | 黒澤雅之                                         | 黒澤雅之                                         |
| 音響監督                     | 明田川仁                                         | 明田川仁                                         | 明田川仁                                         |
| 音楽                         | 桑野聖                                           | 桑野聖                                           | 桑野聖                                           |
| 音楽プロデューサー           | 佐々木通和、藤川千愛                             | 佐々木通和、藤川千愛                             | 佐々木通和、藤川千愛                             |
| 音楽制作                     | 東京ハッスルコピー                               | 東京ハッスルコピー                               | 東京ハッスルコピー                               |
| 統括プロデューサー           | 森慶太                                           | 渡邊亮太（ - Divinez Season1）                   | 渡邊亮太（ - Divinez Season1）                   |
| プロデューサー               | 西康介                                           | 本多直貴（ - Divinez Season2）                   | 本多直貴（ - Divinez Season2）                   |
| プロデューサー               |                                                  | 安倍美咲（Season2 - ） 西野生雲（デラックス編）  |                                                  |
| アニメーションプロデューサー | 小笠原宗紀（ - will+Dress Season1）              | 小笠原宗紀（ - will+Dress Season1）              |                                                  |
| アニメーションプロデューサー | 武次茜                                           |                                                  |                                                  |
| シニアプロデューサー         |                                                  | 小笠原宗紀（Season2 - Season3）                  |                                                  |
| アニメーション制作           | Kinema citrus、ぎふとアニメーション、STUDIO JEMI | Kinema citrus、ぎふとアニメーション、STUDIO JEMI | Kinema citrus、ぎふとアニメーション、STUDIO JEMI |
| 制作                         | ブシロード                                       | ブシロード                                       | ブシロード                                       |

## 制作
本シリーズの制作に当たってはスタッフも再度変更され、キャラクター原案をCLAMPが務め、『G NEXT』から『外伝 イフ-if-』までのシリーズを手掛けたOLMに代わり、キネマシトラス・ぎふとアニメーション・STUDIOJEMIの3社が共同でアニメーション制作を担当。制作面においても放送局や広告代理店が参加しておらず、ブシロード一社による単独制作となっている。
プロデューサーの森慶太はgamebizとのインタビューの中で「アニメ新シリーズは、数カ月の休止をいただいてから次のクールが始まり、ストーリー展開は2クール目からでもストーリーが成立するようにして、2クール目から視聴しても十分楽しめるように工夫する」と語っている。

### キャスティング
桃山ダンジ役にはシリーズ過去作品に出演経験のある小野友樹が、江端トウヤ役には内田雄馬がそれぞれ起用された。
石亀ザクサ役と伊勢木マサノリ役はオーディションで選ばれ、。このうちザクサ役には、2018年版と本作品に主題歌を提供した、Argonavisの一員である伊藤昌弘が起用された。伊藤は、4Gamer.netとのインタビューの中で「ザグサはつかみどころのないキャラクターで難しかった。まさか自分が選ばれるとは思っていなかった。」と語っている。
伊勢木マサノリ役には、同じくArgonavisの一員で長年ヴァンガードシリーズで新田新右衛門（新田シン）役などを演じてきた森嶋秀太が起用された。森嶋は4Gamer.netとのインタビューの中で「一時期ヴァンガードシリーズの出演から外れた際はシリーズから卒業したと思った。」と前置きしつつも、「でも、受かると思っていなかったoverDressのオーディションに合格し、また「ヴァンガード」のスケジュールが入るようになった時、10年前とは違う「ヴァンガード」に出会えたことがすごく嬉しかったです。」と語っている。

## 主題歌

### オープニングテーマ
| 曲名                     | 使用話          | 作詞        | 作曲        | 編曲       | 歌                                               | 備考                                    |
| ------------------------ | --------------- | ----------- | ----------- | ---------- | ------------------------------------------------ | --------------------------------------- |
| overDress                |                 |             |             |            |                                                  |                                         |
| ZEAL of proud            | 第1話 - 第12話  | 織田あすか  | 藤永龍太郎  | 藤永龍太郎 | Roselia                                          | 第25話ではEDとして使用                  |
| START                    | 第14話 - 第25話 | 白井裕紀.   | るぅと×松   | 松         | すとぷり                                         | 第13話では未使用 第14話ではEDとして使用 |
| will+Dress Season1       |                 |             |             |            |                                                  |                                         |
| BLACK&WHITE              | 第2話 - 第13話  | TAKE        | TAKE        | TAKE       | Argonavis feat. 旭那由多(小笠原仁) from GYROAXIA | 第1話では未使用 第13話ではEDとして使用  |
| will+Dress Season2       |                 |             |             |            |                                                  |                                         |
| Accelerate               | 第2話 - 第12話  | るぅと×TOKU | るぅと×松   | 松         | すとぷり                                         | 第1話では未使用                         |
| will+Dress Season3       |                 |             |             |            |                                                  |                                         |
| The last resort          | 第1話 - 第13話  | SHiNNOSUKE  | UZ          | UZ         | GYROAXIA                                         | 第1話ではEDとして使用                   |
| Divinez Season1          |                 |             |             |            |                                                  |                                         |
| 切札                     | 第1話 - 第13話  | 廉          | 廉          | 朝比奈健人 | V.W.P                                            | 第1話ではEDとして使用 第3話では未使用   |
| Divinez Season2          |                 |             |             |            |                                                  |                                         |
| 宿命                     | 第1話 - 第12話  | koshi       | Tom-H@ck    | RINZO      | すとぷり                                         | 第13話では未使用                        |
| Divinez デラックス編     |                 |             |             |            |                                                  |                                         |
| Meramera                 | 第1話 - 第13話  | hunch       | hunch/ROVER | ROVER      | Kis-My-Ft2                                       | 第2話では未使用                         |
| Divinez デラックス決勝編 |                 |             |             |            |                                                  |                                         |
| Feathered Dreams         | 第1話 -         | 織田あすか  | 藤田淳平    | 藤田淳平   | Morfonica                                        |                                         |

### エンディングテーマ
『Divinez デラックス決勝編』のエンディングは、『BanG Dream!』の各ガールズバンドが週替わりで担当。
| 曲名                     | 使用話          | 作詞         | 作曲         | 編曲         | 歌                                               | 備考                                   |
| ------------------------ | --------------- | ------------ | ------------ | ------------ | ------------------------------------------------ | -------------------------------------- |
| overDress                |                 |              |              |              |                                                  |                                        |
| Y                        | 第1話 - 第12話  | TAKE         | TAKE         | TAKE         | Argonavis                                        | 第6話では未使用                        |
| BREAK IT DOWN            | 第6話           | ASH DA HERO  | 鋼鉄兄貴     | 鋼鉄兄貴     | GYROAXIA                                         |                                        |
| Fateful…                 | 第15話 - 第24話 | 織田あすか   | 上松範康     | 下田晃太郎   | Morfonica                                        | 第13話・第14話・第25話では未使用       |
| Blessed Rain             | 第13話          | モリタコータ | 森田友梨     | 森田友梨     | 進藤あまね                                       |                                        |
| will+Dress Season1       |                 |              |              |              |                                                  |                                        |
| Do the Dive              | 第2話 - 第12話  | 小室哲哉     | 小室哲哉     | 鈴木大輔     | Call of Artemis                                  | 第1話・第5話・第10話・第13話では未使用 |
| will+Dress Season2       |                 |              |              |              |                                                  |                                        |
| Re-raise                 | 第1話 - 第12話  | アザミ       | アザミ       | アザミ       | Argonavis feat. 旭那由多(小笠原仁) from GYROAXIA | 第2話では未使用                        |
| will+Dress Season3       |                 |              |              |              |                                                  |                                        |
| BLUE BUD                 | 第2話 - 第13話  | mido         | 青木陽菜     | UNDER_COVERS | 青木陽菜                                         | 第1話では未使用                        |
| Divinez Season1          |                 |              |              |              |                                                  |                                        |
| 両翼のBrilliance         | 第2話 - 第13話  | 織田あすか   | 菊田大介     | 菊田大介     | Morfonica                                        | 第1話・第6話では未使用                 |
| Divinez Season2          |                 |              |              |              |                                                  |                                        |
| 端程山                   | 第1話 - 第13話  | 藤原優樹     | トミタカズキ | トミタカズキ | MyGO!!!!!                                        |                                        |
| Divinez デラックス編     |                 |              |              |              |                                                  |                                        |
| 天色                     | 第2話 - 第13話  | mido         | 青木陽菜     | YOUSAY       | 青木陽菜                                         | 第1話では未使用                        |
| Divinez デラックス決勝編 |                 |              |              |              |                                                  |                                        |
| Drive Your Heart         | 第2話           | 中村航       | 藤永龍太郎   | 藤永龍太郎   | Poppin'Party                                     |                                        |
| 紫炎                     | 第3話           | 織田あすか   | 藤田淳平     | 藤田淳平     | Roselia                                          |                                        |
| 残痕字                   | 第4話           | 藤原優樹     | 長谷川大介   | 長谷川大介   | MyGO!!!!!                                        |                                        |
| Color of Us              | 第5話           | 織田あすか   | 近藤世真     | 近藤世真     | Morfonica                                        |                                        |
| スタ〜リング ☆じぶん☆    | 第6話           | 織田あすか   | 藤間仁       | 藤間仁       | ハロー、ハッピーワールド!                        |                                        |

### 挿入歌
overDress
『Silent Bark』
第1話・第5話・第16話・『will+Dress Season2』第1話で入場曲として使用。作詞は矢野達也、作曲・編曲は藤井健太郎、ボーカルはMotonori Kitai。
『He said.』
第3話・第14話・第22話・第25話・『will+Dress Season1』第12話・第13話・『will+Dress Season2』第1話・『will+Dress Season3』第13話で入場曲として使用。作詞は矢野達也、作曲・編曲は石倉誉之、ボーカルはyuiko。
『LOVE & ENERGY』
第5話で入場曲として使用。作曲は北村陽之介。
『Make a splash!』
第8話・第21話・『will+Dress Season1』第6話・『will+Dress Season3』第5話・『Divinez デラックス編』第8話・『Divinez デラックス決勝編』第5話で入場曲として使用。作詞・作曲・編曲は加藤冴人、ボーカルはRIRIKO。
『erchiglhaad』
第17話・第25話・『will+Dress Season1』第5話・『will+Dress Season3』第4話・『Divinez デラックス編』第3話・『Divinez デラックス決勝編』第3話で入場曲として使用。作詞・作曲・編曲は矢野達也、ボーカルはAirots。
『BREAK IT DOWN』
第24話・『will+Dress Season2』第4話で入場曲として使用。作詞はASH DA HERO、作曲・編曲は鋼鉄兄貴、ボーカルはGYROAXIA。
will+Dress
『Future will come』
『Season1』第1話・第5話・第10話・『Season2』第10話・『Season3』第10話で入場曲として使用。作詞は叶人、作曲・編曲は森田友梨、ボーカルはyuiko。
『Breaking the ROCK!!』
『Season1』第3話・第7話・第11話・第13話・『Season2』第2話・第8話・『Divinez デラックス編』第9話で入場曲として使用。作詞は叶人、作曲・編曲は鋼鉄兄貴、ボーカルはGYROAXIA。
『Caution』
『Season1』第4話・第8話で入場曲として使用。作詞は森賢、作曲・編曲は太田雄大、ボーカルはMotonori Kitai。
『Vidhelvasti』
『Season1』第6話・『Season2』第3話・『Divinez デラックス編』第7話・『Divinez デラックス決勝編』第3話で入場曲として使用。作詞・作曲・編曲は矢野達也、ボーカルはAirots。
『Into the Cemetery』
『Season1』第11話で入場曲として使用。作詞・作曲・編曲は山本慶太朗、ボーカルはPaolo Andrea Di Pietro。
Divinez
『MONONOFU Overture』
『Season1』第3話・第8話・『Season2』第6話・『デラックス編』第6話で入場曲として使用。作詞は新谷風太、作曲・編曲は藤井健太郎、ボーカルはセツナ(CV:konoco) from 響界メトロ/Qlover。
『Sanactuarior』
『Season1』第3話・第6話・第11話・第13話・『Season2』第7話・第13話・『デラックス編』第5話・第12話・第13話で入場曲として使用。作詞はyuiko、作曲・編曲は石倉誉之、ボーカルはGen Kakon、yuiko。
『Brand New!!』
『Season1』第5話・『Season2』第5話で入場曲として使用。作詞は叶人、作曲・編曲は牧野太洋、ボーカルは西塔ミコト(CV:岩田陽葵)。
『The Apocalypse』
『Season1』第9話・第13話・『Season2』第2話・『デラックス編』第11話・『デラックス決勝編』第4話で入場曲として使用。作詞・ボーカルはモリタコータ、作曲・編曲は武宮健。
『sreneugid』
『Season1』第11話・『Season2』第9話・『デラックス編』第6話・『デラックス決勝編』第4話で入場曲として使用。作詞・作曲・編曲は矢野達也、ボーカルはAirots。
『Soa tu』
『Season2』第2話・第11話・『デラックス編』第5話・第12話で入場曲として使用。作詞・作曲・編曲は武宮健、ボーカルはmido。
『cevl』
『Season2』第7話・第8話で入場曲として使用。作詞・作曲・編曲は矢野達也、ボーカルはAirots。
『FATAL Finale』
『Season2』第12話で入場曲として使用。作詞は新谷風太、作曲・編曲は藤井健太郎、ボーカルはkonoco。
『Lunatic Keeper』
『デラックス編』第2話・第12話・『デラックス決勝編』第2話で入場曲として使用。作詞は叶人、作曲・編曲は藤井健太郎、ボーカルはT4K。
『KiLLKiSS』
『デラックス編』第3話で使用。作詞・作曲はDiggy-MO'、作曲・編曲は長谷川大介、ボーカルはAve Mujica。
『ティティ ミヴァンズ』
『デラックス編』第4話・第8話・第11話で入場曲として使用。作詞はおっちょこバニー、作曲・編曲は太田雄大、ボーカルはういにゃす。
『Noisllietar』
『デラックス編』第13話・『デラックス決勝編』第5話で入場曲として使用。ボーカル・作詞はyuiko、作曲・編曲は石倉誉之。
『Skybound』
『デラックス決勝編』第2話で入場曲として使用。作詞はmido、作曲・編曲は矢野達也、ボーカルはNona*。

## 各話リスト

### overDress
| 話数    | サブタイトル                        | 脚本                | 絵コンテ        | 演出                                    | 作画監督 | 総作画監督                       | 初放送日      |
| Season1 | Season1                             | Season1             | Season1         | Season1                                 | Season1 | Season1                          | Season1       |
| ------- | ----------------------------------- | ------------------- | --------------- | --------------------------------------- | --- | -------------------------------- | ------------- |
| 第1話   | 夜の遊園地                          | 畑雅文              | 森賢 鈴木龍太郎 | 森賢 鈴木龍太郎                         | 国吉杏美、PARK Gayoung LEE Minjae | 齊田博之                         | 2021年 4月3日 |
| 第2話   | トリクスタ                          | 高橋ナツコ          | 鈴木龍太郎      | 鈴木龍太郎 森賢                         | 清水海都、摺木沙織 樋口香里、杉山有沙 山根あおい、平山友理 紺野みすみ、山本月穂 LEE Minjae、LIM Jihyun                                               | 齊田博之 PARK Gayoung            | 4月10日       |
| 第3話   | 加賀之虎                            | 渡邊大輔            | 三須田不動      | CHOI Julee HEO Guiyeon 森賢             | 国吉杏美、樋口香里 乙幡忠志、摺木沙織 杉山有沙、北原安鶴紗 兵渡勝、LEE Minjae LIM Jihyun、SHIN Hyeran KIM Eunha、IM Sunhee YOO Bonghyun              | 齊田博之 PARK Gayoung            | 4月17日       |
| 第4話   | わたしたちの七日間戦争              | 山田花名            | 大原実          | 大槻一恵                                | 清水海都、国吉杏美 摺木沙織、大髙雄太 兵渡勝、LEE Minjae LIM Jihyun、KIM Eunha YOO Bonghyun、CHA Sang                                                | 齊田博之 PARK Gayoung            | 5月1日        |
| 第5話   | That's CardFight Pro-Wrestling!!    | 成田順              | 三須田不動      | 峯友則                                  | 北原安鶴紗、滝口弘喜 舘崎大、岡垣優 IM Sunhee、LEE Minjae YOO Bonghyun、KIM Eunha                                                                    | 齊田博之 PARK Gayoung            | 5月8日        |
| 第6話   | 麒麟児                              | 渡邊大輔            | 阿保孝雄        | 伊野波沙玖美                            | 大髙雄太、兵渡勝 摺木沙織、杉山有沙 乙幡忠志、岡垣優 LEE Minjae、IM Sunhee KIM Eunha、CHA Sang YOO Bonghyun                                          | 齊田博之 PARK Gayoung            | 5月15日       |
| 第7話   | 割り粥                              | 豊田百香            | 三須田不動      | HEO Gwiyeon KIM Juseok                  | 清水海都、小栗寛子 摺木沙織、杉山有沙 大髙雄太、LEE Minjae IM Sunhee、KIM Eunha CHA Sang、YOO Bonghyun                                               | 齊田博之 PARK Gayoung            | 5月22日       |
| 第8話   | 水魚之交                            | 成田順              | 三須田不動      | 大槻一恵                                | 国吉杏美、小栗寛子 摺木沙織、杉山有沙 永作友克、寺尾憲治 永吉隆志、LEE Minjae IM Sunhee、KIM Eunha CHA Sang、YOO Bonghyun                            | 齊田博之 PARK Gayoung            | 5月29日       |
| 第9話   | 一夜大仏                            | 渡邊大輔            | 山枕            | SIN Gichuel HEO Gwiyeon KIM Juseok      | 国吉杏美、清水海都 杉山有沙、摺木沙織 永作友克、LEE Minjae IM Sunhee、KIM Eunha CHA Sang、YOO Bonghyun                                               | 齊田博之 PARK Gayoung            | 6月5日        |
| 第10話  | 牙旗、翻る                          | 成田順              | 大槻一恵        | 山岸大悟                                | 国吉杏美、清水海都 杉山有沙、摺木沙織 永作友克、吉武はつひ LEE Minjae、IM Sunhee KIM Eunha、CHA Sang YOO Bonghyun                                    | 齊田博之 PARK Gayoung            | 6月12日       |
| 第11話  | 火竜の儀                            | 豊田百香            | 鈴木龍太郎      | 鈴木龍太郎                              | 国吉杏美、清水海都 杉山有沙、摺木沙織 永作友克、吉武はつひ LEE Minjae、IM Sunhee KIM Eunha、CHA Sang YOO Bonghyun                                    | 齊田博之 PARK Gayoung            | 6月19日       |
| 第12話  | 天上闇討                            | 成田順              | 三須田不動      | 森賢 SIN Gichuel HEO Gwiyeon KIM Juseok | 国吉杏美、清水海都 摺木沙織、永作友克 舘崎大、LEE Minjae IM Sunhee、KIM Eunha CHA Sang、YOO Bonghyun                                                 | 齊田博之 PARK Gayoung            | 6月26日       |
| Season2 |                                     |                     |                 |                                         | |                                  |               |
| 第13話  | めぐみの雨                          | 高橋ナツコ          | 三須田不動      | 伊野波沙玖美                            | 永作友克、杉山有沙 摺木沙織、清水海都 国吉杏美、LEE Minjae IM Sunhee、KIM Eunha HAN Eunjin、CHOI Jioh                                                | 齊田博之 PARK Gayoung 吉武はつひ | 10月5日       |
| 第14話  | エクスペクター vs バスティオン/再起 | 高橋ナツコ 山田花名 | 山枕            | HEO Gwiyeon                             | 永作友克、杉山有沙 摺木沙織、清水海都 国吉杏美、LEE Minjae IM Sunhee、KIM Eunha HAN Eunjin、CHOI Jioh                                                | 齊田博之 PARK Gayoung 吉武はつひ | 10月12日      |
| 第15話  | オトメグサ/和解                     | 渡邊大輔            | 三須田不動      | 小出卓史                                | 永作友克、摺木沙織 清水海都、国吉杏美 LEE Minjae、IM Sunhee KIM Eunha、HAN Eunjin CHOI Jioh                                                          | 齊田博之 PARK Gayoung 吉武はつひ | 10月19日      |
| 第16話  | ネルトリンガー/潜入                 | 大久保昌弘          | 山岸大悟        | 山岸大悟                                | 国吉杏美、清水海都 摺木沙織、杉山有沙 舘崎大、LEE Minjae IM Sunhee、KIM Eunha HAN Eunjin、CHOI Jioh                                                  | 齊田博之 PARK Gayoung 吉武はつひ | 10月26日      |
| 第17話  | 封焔の巫女/対決                     | 大久保昌弘          | 山岸大悟        | 山岸大悟                                | 国吉杏美、清水海都 永作友克、摺木沙織 杉山有沙、LEE Minjae CHOI Jioh、KIM Eunha CHA Sang、BAEK Jiwon                                                 | 齊田博之 PARK Gayoung 吉武はつひ | 11月2日       |
| 第18話  | グリードン/貪喰                     | 渡邊大輔            | 三須田不動      | 伊野波沙玖美                            | 国吉杏美、清水海都 永作友克、摺木沙織 杉山有沙、笠野充志 LEE Minjae、IM Sunhee KIM Eunha、HAN Eunjin CHOI Jioh                                       | 齊田博之 PARK Gayoung 吉武はつひ | 11月9日       |
| 第19話  | 黒いトリクスタ/遭遇                 | 渡邊大輔            | 鈴木龍太郎      | 小出卓史                                | 国吉杏美、清水海都 永作友克、摺木沙織 杉山有沙、LEE Minjae IM Sunhee、KIM Eunha BAEK Jiwon                                                           | 齊田博之 PARK Gayoung 吉武はつひ | 11月16日      |
| 第20話  | あなたの名前は/追憶                 | 高橋ナツコ          | 三須田不動      | 鈴木龍太郎                              | 永作友克、清水海都 摺木沙織、国吉杏美 LEE Minjae、IM Sunhee KIM Eunha、BAEK Jiwon                                                                    | 齊田博之 PARK Gayoung 吉武はつひ | 11月23日      |
| 第21話  | メグミ vs ハルカ/述懐               | 大久保昌弘 豊田百香 | 洋平            | 水野健太郎                              | 永作友克、清水海都 摺木沙織、国吉杏美 杉山有沙、LEE Minjae IM Sunhee、KIM Eunha BAEK Jiwon、Yu Seunr Hee Park Myoung Whan、Kim Kyung Ho Lee Gwan Woo | 齊田博之 PARK Gayoung 吉武はつひ | 11月30日      |
| 第22話  | 覚醒する天輪/飛翔                   | 渡邊大輔 豊田百香   | 三須田不動      | HEO Gwiyeon                             | 永作友克、清水海都 摺木沙織、国吉杏美 杉山有沙、LEE Minjae IM Sunhee、KIM Eunha BAEK Jiwon、CHA Sang                                                 | 齊田博之 PARK Gayoung 吉武はつひ | 12月7日       |
| 第23話  | 極光烈姫/正邪                       | 大西雄仁            | 鈴木龍太郎      | 伊野波沙玖美 鈴木龍太郎                 | 永作友克、清水海都 摺木沙織、国吉杏美 杉山有沙、LEE Minjae IM Sunhee、KIM Eunha BAEK Jiwon、CHA Sang                                                 | 齊田博之 PARK Gayoung 吉武はつひ | 12月14日      |
| 第24話  | バスティオン vs ブルース/覚悟       | 豊田百香            | 三須田不動      | 山岸大悟                                | 清水海都、国吉杏美 杉山有沙、LEE Minjae IM Sunhee、KIM Eunha BAEK Jiwon                                                                              | 齊田博之 PARK Gayoung 吉武はつひ | 12月21日      |
| 第25話  | overDress/決着                      | 大西雄仁            | 森賢            | 森賢                                    | 永作友克、清水海都 摺木沙織、国吉杏美 杉山有沙、LEE Minjae IM Sunhee、KIM Eunha BAEK Jiwon、CHA Sang                                                 | 齊田博之 PARK Gayoung 吉武はつひ | 12月28日      |

### will+Dress
| 話数              | サブタイトル                         | 脚本       | 絵コンテ                   | 演出                             | 作画監督 | 総作画監督                       | 初放送日       |
| Season1           | Season1                              | Season1    | Season1                    | Season1                          | Season1 | Season1                          | Season1        |
| ----------------- | ------------------------------------ | ---------- | -------------------------- | -------------------------------- | --- | -------------------------------- | -------------- |
| 第1話             | 未来への招待状                       | 大西雄仁   | 鈴木龍太郎                 | 伊野波沙玖美                     | 国吉杏美、豊田真希 LEE Minjae、IM Sunhee BAEK Jiwon、YU Minzi | 永作友克 PARK Gayoung 吉武はつひ | 2022年 7月5日  |
| 第2話             | デラックス開幕                       | 豊田百香   | 洋平                       | 山本浩暉 森賢                    | 杉山有沙、山本月穂 LEE Minjae、IM Sunhee BAEK Jiwon、YU Minzi | 永作友克 PARK Gayoung 吉武はつひ | 7月12日        |
| 第3話             | 破天の騎士                           | 成田順     | 鈴木龍太郎                 | HEO Gwiyeon                      | 国吉杏美、豊田真希 LEE Minjae、IM Sunhee BAEK Jiwon、YU Minzi | 永作友克 PARK Gayoung 吉武はつひ | 7月19日        |
| 第4話             | XoverDress                           | 大西雄仁   | 山岸大悟                   | 山岸大悟                         | 杉山有沙、舘崎大 まるやましゅうじ、三橋桜子 山本月穂、豊田真希 国吉杏美、Heo Hyeongun Lee Haneul、Kim Kwangwoo Limeros、Tobira Rven、Nigel Tuvera LEE Minjae、IM Sunhee BAEK Jiwon、YU Minzi | 永作友克 PARK Gayoung 吉武はつひ | 7月26日        |
| 第5話             | 夜明けに咲く花                       | 豊田百香   | 洋平                       | いのはさくみ                     | 杉山有沙、山本月穂 LEE Minjae、IM Sunhee BAEK Jiwon、YU Minzi | 永作友克 PARK Gayoung 吉武はつひ | 8月2日         |
| 第6話             | 伝説の証明                           | 豊田百香   | 鈴木龍太郎                 | 大久保あすか 森賢                | 国吉杏美、豊田真希 金到暎、露木愛里 白樺鳰、LEE Minjae IM Sunhee、BAEK Jiwon YU Minzi | 永作友克 PARK Gayoung 吉武はつひ | 8月9日         |
| 第7話             | 戦士の誇り                           | 成田順     | 森賢                       | 山本浩暉 森賢                    | 国吉杏美、豊田真希 杉山有沙、山本月穂 LEE Minjae、IM Sunhee BAEK Jiwon、YU Minzi | 永作友克 PARK Gayoung 吉武はつひ | 8月16日        |
| 第8話             | ラストチケット                       | 大西雄仁   | 山岸大悟                   | 山岸大悟                         | 国吉杏美、豊田真希 杉山有沙、山本月穂 渡部由紀子、椎葉幹朗 島崎望、ねりもの 舘崎大、LEE Minjae IM Sunhee、BAEK Jiwon YU Minzi                                                                | 永作友克 PARK Gayoung 吉武はつひ | 8月23日        |
| 第9話             | それぞれの想い                       | 大久保昌弘 | 荒川眞嗣                   | 鈴木龍太郎 山田卓 水野健太郎     | 国吉杏美、豊田真希 杉山有沙、山本月穂 LEE Minjae、IM Sunhee BAEK Jiwon、YU Minzi DANG Hoang my linh                                                                                          | 永作友克 PARK Gayoung 吉武はつひ | 8月30日        |
| 第10話            | 響き合う音色                         | 大西雄仁   | 洋平                       | HEO Gwiyeon 山田卓 森賢          | 櫻井拓郎、豊田真希 Lee Haneul、Kim Kwangwoo Limeros、Porkchop LEE Minjae、IM Sunhee BAEK Jiwon、YU Minzi DANG HOANG MY LINH                                                                  | 永作友克 PARK Gayoung 吉武はつひ | 9月6日         |
| 第11話            | 天帝 vs 破天                         | 成田順     | 鈴木龍太郎                 | いのはさくみ                     | 国吉杏美、豊田真希 杉山有沙、山本月穂 LEE Minjae、IM Sunhee BAEK Jiwon、YU Minzi DANG Hoang my linh                                                                                          | 永作友克 PARK Gayoung 吉武はつひ | 9月13日        |
| 第12話            | 未来はここにある                     | 豊田百香   | 森賢                       | 山本浩暉 大久保あすか            | 国吉杏美、山本月穂 金到暎、白樺鳰 椎葉幹朗、MO Junghee Youn subin、LEE Minjae IM Sunhee、BAEK Jiwon YU Minzi、DANG Hoang my linh 森賢                                                        | 永作友克 PARK Gayoung 吉武はつひ | 9月20日        |
| 第13話            | Dress×Dress                          | 成田順     | 鈴木龍太郎                 | 鈴木龍太郎 山中祥平              | 吉武はつひ、国吉杏美 豊田真希、杉山有沙 山本月穂、工藤真奈 LEE Minjae、IM Sunhee BAEK Jiwon、YU Minzi DANG Hoang my linh                                                                     | 永作友克 PARK Gayoung            | 9月27日        |
| Season2           |                                      |            |                            |                                  | |                                  |                |
| 第1話 （第14話）  | デラックスUSA                        | 大久保昌弘 | 森賢                       | 山本浩暉                         | 吉武はつひ、杉山有沙 山本月穂、工藤真奈 LEE Minjae、IM Sunhee BAEK Jiwon、YU Minzi | 永作友克 PARK Gayoung            | 2023年 1月14日 |
| 第2話 （第15話）  | 星天の魔女                           | 大西雄仁   | 鈴木龍太郎                 | いのはさくみ                     | 国吉杏美、豊田真希 吉武はつひ、杉山有沙 山本月穂、工藤真奈 櫻井拓郎、LEE Minjae IM Sunhee、BAEK Jiwon YU Minzi                                                                               | 永作友克 PARK Gayoung            | 1月21日        |
| 第3話 （第16話）  | 終わりの始まり                       | 豊田百香   | 大平直樹                   | 大久保あすか                     | 国吉杏美、工藤真奈 豊田真希、櫻井拓郎 LEE Minjae、IM Sunhee BAEK Jiwon、YU Minzi | 永作友克 吉武はつひ PARK Gayoung | 1月28日        |
| 第4話 （第17話）  | ミッシングリンク                     | 成田順     | 山田卓                     | 山田卓                           | 吉武はつひ、杉山有沙 山本月穂、金到暎 LEE Minjae、IM Sunhee BAEK Jiwon、YU Minzi | 永作友克 PARK Gayoung            | 2月4日         |
| 第5話 （第18話）  | アイドルなのでヴァンガードは禁止です | 豊田百香   | 大平直樹                   | 鈴木龍太郎 山本浩暉              | 国吉杏美、工藤真奈 豊田真希、LEE Minjae IM Sunhee、BAEK Jiwon YU Minzi | 永作友克 PARK Gayoung            | 2月11日        |
| 第6話 （第19話）  | ユニフォーマーズ                     | 大久保昌弘 | 鈴木龍太郎                 | 山中祥平                         | 吉武はつひ、杉山有沙 山本月穂、LEE Minjae IM Sunhee、BAEK Jiwon YU Minzi | 永作友克 PARK Gayoung            | 2月18日        |
| 第7話 （第20話）  | 仮面の降霊術師                       | 成田順     | 洋平                       | 大久保あすか                     | 国吉杏美、工藤真奈 豊田真希、LEE Minjae IM Sunhee、BAEK Jiwon YU Minzi | 永作友克 PARK Gayoung            | 2月25日        |
| 第8話 （第21話）  | 魔女の刻印                           | 豊田百香   | 大平直樹                   | いのはさくみ                     | 吉武はつひ、杉山有沙 山本月穂、豊田真希 工藤真奈、LEE Minjae IM Sunhee、BAEK Jiwon YU Minzi                                                                                                  | 永作友克 PARK Gayoung            | 3月4日         |
| 第9話 （第22話）  | 音の無い夜                           | 成田順     | 山田卓                     | 山田卓                           | 国吉杏美、吉武はつひ 杉山有沙、山本月穂 豊田真希、工藤真奈 LEE Minjae、IM Sunhee BAEK Jiwon、YU Minzi                                                                                        | 永作友克 PARK Gayoung            | 3月11日        |
| 第10話 （第23話） | ミラーイメージ                       | 大西雄仁   | 鈴木龍太郎                 | 山中祥平 鈴木龍太郎              | 国吉杏美、吉武はつひ 杉山有沙、山本月穂 豊田真希、工藤真奈 LEE Minjae、IM Sunhee BAEK Jiwon、YU Minzi                                                                                        | 永作友克 PARK Gayoung            | 3月18日        |
| 第11話 （第24話） | 未来の意味                           | 大久保昌弘 | 大平直樹                   | 大久保あすか 山本浩暉            | 工藤真奈、国吉杏美 杉山有沙、豊田真希 山本月穂、吉武はつひ 髙橋千尋、松井あきほ LEE Minjae、IM Sunhee BAEK Jiwon、YU Minzi                                                                   | 永作友克 PARK Gayoung            | 3月25日        |
| 第12話 （第25話） | もうひとつの未来                     | 成田順     | 鈴木龍太郎                 | いのはさくみ 山田卓              | 国吉杏美、吉武はつひ 杉山有沙、山本月穂 豊田真希、工藤真奈 松井あきほ、白樺鳰 LEE Minjae、IM Sunhee BAEK Jiwon、YU Minzi                                                                     | 永作友克 PARK Gayoung            | 4月1日         |
| Season3           |                                      |            |                            |                                  | |                                  |                |
| 第1話 （第26話）  | 新世界への先導者                     | 大西雄仁   | 森賢                       | 大久保あすか                     | 国吉杏美、杉山有沙 友廣愛、乙幡忠志 LEE Minjae、IM Sunhee BAEK Jiwon | 永作友克 PARK Gayoung            | 7月8日         |
| 第2話 （第27話）  | 白銀の闇                             | 成田順     | 高橋彩                     | 小松和真                         | 工藤真奈、白樺鳰 山本月穂、小栗寛子 LEE Minjae、IM Sunhee BAEK Jiwon、YU Minzi | 永作友克 PARK Gayoung            | 7月15日        |
| 第3話 （第28話）  | 凶眼の怪物                           | 大西雄仁   | 高橋彩                     | 山本浩暉                         | 吉武はつひ、松井あきほ 小栗寛子、LEE Minjae IM Sunhee、BAEK Jiwon YU Minzi | 永作友克 PARK Gayoung            | 7月22日        |
| 第4話 （第29話）  | 月影のドレス                         | 岡篤志     | 洋平                       | 山田卓                           | 国吉杏美、杉山有沙 友廣愛、小栗寛子 LEE Minjae、IM Sunhee BAEK Jiwon、YU Minzi NGUYEN Thi Thu Trang                                                                                          | 永作友克 PARK Gayoung            | 7月29日        |
| 第5話 （第30話）  | a glorious day                       | 成田順     | 大平直樹                   | いのはさくみ                     | 工藤真奈、白樺鳰 山本月穂、小栗寛子 LEE Minjae、BAEK Jiwon YU Minzi、CHANG Youngsun NGUYEN Thi thu trang                                                                                     | 永作友克 PARK Gayoung            | 8月5日         |
| 第6話 （第31話）  | 新たな装い                           | 成田順     | 鈴木龍太郎                 | 大久保あすか                     | 国吉杏美、杉山有沙 松井あきほ、山本月穂 吉武はつひ、LEE Minjae BAEK Jiwon、IM Sunhee YU Minzi、CHANG Youngsun NGUYEN Thi thu trang                                                           | 永作友克 PARK Gayoung            | 8月12日        |
| 第7話 （第32話）  | 終焉の開花                           | 長瀬貴弘   | 鈴木龍太郎 山本浩暉        | 古桑孝治 佐藤陽将                | 山本月穂、工藤真奈 友廣愛、吉武はつひ 小栗寛子、乙幡忠志 LEE Minjae、BAEK Jiwon IM Sunhee、YU Minzi CHANG Youngsun                                                                           | 永作友克 PARK Gayoung            | 8月26日        |
| 第8話 （第33話）  | 無限遠点                             | 大西雄仁   | 大平直樹                   | 山本浩暉                         | 杉山有沙、豊田真希 白樺鳰、小栗寛子 つぼし、BAEK Jiwon IM Sunhee、YU Minzi CHANG Youngsun NGUYEN Thi thu trang                                                                               | 永作友克 PARK Gayoung            | 9月2日         |
| 第9話 （第34話）  | 暗転                                 | 岡篤志     | 高橋彩                     | 上畑真悠 大久保あすか 鈴木龍太郎 | 友廣愛、小栗寛子 實藤晴香、鎌田均 原田峰文、BAEK Jiwon IM Sunhee、YU Minzi CHANG Youngsun NGUYEN Thi thu trang                                                                               | 永作友克 PARK Gayoung            | 9月9日         |
| 第10話 （第35話） | 重なり合う音色                       | 大西雄仁   | 洋平 鈴木龍太郎            | 小松和真                         | 山本月穂、工藤真奈 吉武はつひ、小栗寛子 つぼし、BAEK Jiwon IM Sunhee、YU Minzi CHANG Youngsun NGUYEN Thi thu trang                                                                           | 永作友克 PARK Gayoung            | 9月16日        |
| 第11話 （第36話） | 星天 vs 破天                         | 長瀬貴弘   | 高橋彩                     | 古桑孝治 佐藤陽将                | 工藤真奈、杉山有沙 友廣愛、小栗寛子 つぼし、BAEK Jiwon IM Sunhee、YU Minzi CHANG Youngsun NGUYEN Thi thu trang                                                                               | 永作友克 PARK Gayoung 小栗寛子   | 9月23日        |
| 第12話 （第37話） | 真の最強のその先を                   | 成田順     | 高橋彩 鈴木龍太郎 大平直樹 | 山本浩暉 大久保あすか            | 国吉杏美、山本月穂 吉武はつひ、豊田真希 松井あきほ、小栗寛子 つぼし、BAEK Jiwon IM Sunhee、YU Minzi CHANG Youngsun                                                                           | 永作友克 PARK Gayoung            | 9月30日        |
| 第13話 （第38話） | will+Dress                           | 成田順     | 鈴木龍太郎                 | 鈴木龍太郎                       | 永作友克、杉山有沙 工藤真奈、友廣愛 国吉杏美、山本月穂 吉武はつひ、豊田真希 白樺鳰、小栗寛子 乙幡忠志、つぼし BAEK Jiwon、IM Sunhee YU Minzi、CHANG Youngsun NGUYEN Thi thu trang            | 永作友克 PARK Gayoung 小栗寛子   | 10月7日        |

### Divinez
| 話数              | サブタイトル           | 脚本     | 絵コンテ            | 演出                  | 作画監督 | 総作画監督                     | 初放送日       |
| Season1           | Season1                | Season1  | Season1             | Season1               | Season1 | Season1                        | Season1        |
| ----------------- | ---------------------- | -------- | ------------------- | --------------------- | --- | ------------------------------ | -------------- |
| 第1話             | 奇跡の運命者           | 大西雄仁 | 山田卓              | 山田卓                | 小栗寛子、工藤真奈 国吉杏美、山本月穂 吉武はつひ、辛澤麒 舘崎大、つぼし YU Minzi、CHANG Youngsun                                                                                        | 永作友克 PARK Gayoung          | 2024年 1月13日 |
| 第2話             | 運命大戦               | 大西雄仁 | 山田卓              | 山本浩暉              | 杉山有沙、友廣愛 白樺鳰、小栗寛子 舘崎大、BAEK Jiwon YU Minzi、CHANG Youngsun NGUYEN THI THU TRANG DANG HOANG MY LINH                                                                   | 永作友克 PARK Gayoung          | 1月20日        |
| 第3話             | 無双と奇跡             | 大西雄仁 | 洋平                | 大久保あすか          | 工藤真奈、国吉杏美 山本月穂、吉武はつひ BAEK Jiwon、YU Minzi CHANG Youngsun、IM Sunhee NGUYEN THI THU TRANG DANG HOANG MY LINH                                                          | 永作友克 PARK Gayoung 小栗寛子 | 1月27日        |
| 第4話             | アイドルの午後         | 大西雄仁 | 大平直樹            | 小松和真              | 杉山有沙、友廣愛 白樺鳰、小栗寛子 BAEK Jiwon、YU Minzi CHANG Youngsun、IM Sunhee NGUYEN THI THU TRANG DANG HOANG MY LINH                                                                | 永作友克 PARK Gayoung          | 2月3日         |
| 第5話             | 万化照らすは標の星     | 長瀬貴弘 | 高橋彩              | 山本浩暉              | 工藤真奈、国吉杏美 山本月穂、BAEK Jiwon YU Minzi、CHANG Youngsun IM Sunhee NGUYEN THI THU TRANG DANG HOANG MY LINH                                                                      | 永作友克 PARK Gayoung 小栗寛子 | 2月10日        |
| 第6話             | むぼうな翼             | 岡篤志   | 西田正義 高橋彩     | 大久保あすか          | 杉山有沙、友廣愛 白樺鳰、吉武はつひ HEO Gidong、BAEK Jiwon YU Minzi、CHANG Youngsun IM Sunhee NGUYEN THI THU TRANG DANG HOANG MY LINH DUONG THI THUY AN                                 | 永作友克 PARK Gayoung 小栗寛子 | 2月17日        |
| 第7話             | 嵐の日に               | 大西雄仁 | 大平直樹            | 佐々木良宏 山田卓     | 西川実希、樋口香里 椎葉幹朗 ラプラス・アニメーション BAEK Jiwon、YU Minzi CHOI Dongjin、CHANG Youngsun DANG HOANG MY LINH DUONG THI THUY AN                                             | 永作友克 PARK Gayoung 小栗寛子 | 3月2日         |
| 第8話             | 夢想乙女               | 長瀬貴弘 | 高橋彩              | 小松和真              | 工藤真奈、国吉杏美 山本月穂、小栗寛子 BAEK Jiwon、YU Minzi CHOI Dongjin NGUYEN THI THU TRANG DANG HOANG MY LINH DUONG THI THUY AN                                                       | 永作友克 PARK Gayoung          | 3月9日         |
| 第9話             | 零へと至る禁忌         | 岡篤志   | 高橋彩 大久保あすか | 江ノ島剛 大久保あすか | 杉山有沙、友廣愛 白樺鳰、大矢由香 吉武はつひ、BAEK Jiwon YU Minzi、CHOI Dongjin NGUYEN THI THU TRANG DANG HOANG MY LINH DUONG THI THUY AN IM Sunhee、HEO Gidong                         | 永作友克 PARK Gayoung 小栗寛子 | 3月16日        |
| 第10話            | 七つ目の願い           | 成田順   | 大平直樹            | 大平直樹 山田卓       | 工藤真奈、国吉杏美 山本月穂、樋口香里 BAEK Jiwon、YU Minzi CHOI Dongjin NGUYEN THI THU TRANG DANG HOANG MY LINH DUONG THI THUY AN IM Sunhee                                             | 永作友克 PARK Gayoung 小栗寛子 | 3月23日        |
| 第11話            | 兄妹                   | 校條春   | 山本浩暉            | 山本浩暉              | 杉山有沙、友廣愛 白樺鳰、本間理莉 BAEK Jiwon、YU Minzi CHOI Dongjin NGUYEN THI THU TRANG DANG HOANG MY LINH DUONG THI THUY AN                                                           | 永作友克 PARK Gayoung 小栗寛子 | 3月30日        |
| 第12話            | 運命の時               | 大西雄仁 | 洋平                | 大久保あすか          | 工藤真奈、国吉杏美 山本月穂、吉武はつひ BAEK Jiwon、YU Minzi NGUYEN THI THU TRANG DANG HOANG MY LINH DUONG THI THUY AN IM Sunhee                                                        | 永作友克 PARK Gayoung 小栗寛子 | 4月13日        |
| 第13話            | わずかな光でも         | 大西雄仁 | 江ノ島剛            | 江ノ島剛              | 永作友克、杉山有沙 白樺鳰、大矢由香 本間理莉、工藤真奈 国吉杏美、山本月穂 吉武はつひ、小栗寛子 BAEK Jiwon、YU Minzi NGUYEN THI THU TRANG DANG HOANG MY LINH DUONG THI THUY AN IM Sunhee | 永作友克 PARK Gayoung          | 4月20日        |
| Season2           |                        |          |                     |                       | |                                |                |
| 第1話 （第14話）  | 宿命決戦               | 長瀬貴弘 | 山田卓              | 山田卓                | 国吉杏美、山本月穂 小栗寛子、大矢由香 CHOI Dongjin、BAEK Jiwon DANG HOANG MY LINH NGUYEN THI THU TRANG                                                                                  | 永作友克 PARK Gayoung          | 7月6日         |
| 第2話 （第15話）  | 無限 vs 零             | 成田順   | 高橋彩              | 山本浩暉              | 工藤真奈、吉武はつひ 白樺鳰、小栗寛子 CHOI Dongjin、BAEK Jiwon DANG HOANG MY LINH NGUYEN THI THU TRANG                                                                                  | 永作友克 PARK Gayoung          | 7月13日        |
| 第3話 （第16話）  | 秤にかけられし標       | 岡篤志   | 大久保あすか 山田卓 | 大久保あすか          | 国吉杏美、山本月穂 小栗寛子、CHOI Dongjin BAEK Jiwon、IM Seonhee DANG HOANG MY LINH NGUYEN THI THU TRANG                                                                                | 永作友克 PARK Gayoung          | 7月20日        |
| 第4話 （第17話）  | 禁忌と守護、願いの真義 | 長瀬貴弘 | 高橋彩              | 小松和真              | 工藤真奈、吉武はつひ 白樺鳰、山本月穂 小栗寛子、CHOI Dongjin BAEK Jiwon、IM Seonhee DANG HOANG MY LINH NGUYEN THI THU TRANG                                                             | 永作友克 PARK Gayoung          | 7月27日        |
| 第5話 （第18話）  | 万化のキミへ至高の愛を | 大西雄仁 | 山岸大悟            | 三宅将平 山田卓       | 大矢由香、本間理莉 国吉杏美、山本月穂 小栗寛子、CHOI Dongjin BAEK Jiwon、KIM Yeonsoo Yu Minji DANG HOANG MY LINH NGUYEN THI THU TRANG                                                   | 永作友克 PARK Gayoung          | 8月3日         |
| 第6話 （第19話）  | 無双を凌駕する闘志     | 成田順   | 山本浩暉            | 山本浩暉              | 工藤真奈、吉武はつひ 山本月穂、小栗寛子 CHOI Dongjin、BAEK Jiwon KIM Yeonsoo、IM Seonhee DANG HOANG MY LINH NGUYEN THI THU TRANG                                                        | 永作友克 PARK Gayoung          | 8月10日        |
| 第7話 （第20話）  | 奇跡の光、時の影       | 岡篤志   | 大久保あすか        | 大久保あすか          | 大矢由香、小栗寛子 国吉杏美、白樺鳰 山本月穂、CHOI Dongjin BAEK Jiwon、KIM Yeonsoo IM Seonhee DANG HOANG MY LINH NGUYEN THI THU TRANG                                                   | 永作友克 PARK Gayoung          | 8月24日        |
| 第8話 （第21話）  | 交差する時             | 校條春   | 小松和真            | 小松和真              | 工藤真奈、小栗寛子 CHOI Dongjin、BAEK Jiwon KIM Yeonsoo、IM Seonhee YU Minzi DANG HOANG MY LINH NGUYEN THI THU TRANG studio CANDYBOX、拾月動画                                          | 永作友克 PARK Gayoung 小栗寛子 | 8月31日        |
| 第9話 （第22話）  | 手を伸ばした者にのみ   | 校條春   | 山岸大悟            | 三宅将平              | 工藤真奈、吉武はつひ 山本月穂、小栗寛子 Jang Hyung Wan、Yoon Hyeok Jun LEE Ha Neul、CHOI Dongjin BAEK Jiwon、KIM Yeonsoo IM Seonhee、YU Minzi DANG HOANG MY LINH NGUYEN THI THU TRANG   | 永作友克 PARK Gayoung          | 9月7日         |
| 第10話 （第23話） | 運命王降臨             | 大西雄仁 | 山田卓              | 大久保あすか 山本浩暉 | 大矢由香、白樺鳰 国吉杏美、小栗寛子 LEE Ha Neul、CHOI Dongjin BAEK Jiwon、KIM Yeonsoo YU Minzi DANG HOANG MY LINH NGUYEN THI THU TRANG                                                  | 永作友克 PARK Gayoung          | 9月14日        |
| 第11話 （第24話） | 宿命王覚醒             | 長瀬貴弘 | 高橋彩              | 高橋彩 山本浩暉       | 工藤真奈、吉武はつひ 山本月穂、小栗寛子 国吉杏美、つぼし CHOI Dongjin、KIM Yeonsoo IM Seonhee DANG HOANG MY LINH NGUYEN THI THU TRANG                                                   | 永作友克 PARK Gayoung          | 9月28日        |
| 第12話 （第25話） | 羅刹無双               | 成田順   | 山岸大悟            | 山岸大悟              | 大矢由香、国吉杏美 小栗寛子、工藤真奈 山本月穂、白樺鳰 CHOI Dongjin、KIM Yeonsoo IM Seonhee、UM Juhyeong DANG HOANG MY LINH NGUYEN THI THU TRANG                                        | 永作友克 PARK Gayoung          | 10月5日        |
| 第13話 （第26話） | 奇跡は舞い降りる       | 大西雄仁 | 高橋彩 山田卓       | 大久保あすか 山田卓   | 大矢由香、国吉杏美 小栗寛子、工藤真奈 山本月穂、吉武はつひ 本間理莉、CHOI Dongjin KIM Yeonsoo、IM Seonhee DANG HOANG MY LINH NGUYEN THI THU TRANG LEE Ha Neul                           | 永作友克 PARK Gayoung          | 10月12日       |
| デラックス編      |                        |          |                     |                       | |                                |                |
| 第1話 （第27話）  | 運命の招待状           | 大西雄仁 | 三宅将平            | 三宅将平              | 山本月穂、工藤真奈 小栗寛子、BAEK Jiwon CHOI Dongjin、KIM Yeonsu UM Juhyeong DANG HOANG MY LINH NGUYEN THI THU TRANG                                                                    | 永作友克 PARK Gayoung          | 2025年 1月11日 |
| 第2話 （第28話）  | 月の試練               | 校條春   | 山岸大悟 小松和真   | 小松和真              | 国吉杏美、大矢由香 吉武はつひ、小栗寛子 Lee Ha Neul、BAEK Jiwon CHOI Dongjin、KIM Yeonsu UM Juhyeong DANG HOANG MY LINH NGUYEN THI THU TRANG                                            | 永作友克 PARK Gayoung 小栗寛子 | 1月18日        |
| 第3話 （第29話）  | デラックス開幕!!!      | 岡篤志   | 大久保あすか        | 大久保あすか          | 山本月穂、工藤真奈 小栗寛子、乙幡忠志 BAEK Jiwon、CHOI Dongjin DANG HOANG MY LINH | 永作友克 PARK Gayoung          | 1月25日        |
| 第4話 （第30話）  | 三新星                 | 長瀬貴弘 | 山本浩暉            | 山本浩暉              | 国吉杏美、大矢由香 吉武はつひ、小栗寛子 BAEK Jiwon、CHOI Dongjin DANG HOANG MY LINH | 永作友克 PARK Gayoung          | 2月1日         |
| 第5話 （第31話）  | 運命王 vs 宿命王       | 成田順   | 高橋彩              | 高橋彩                | 山本月穂、工藤真奈 小栗寛子、松井あきほ BAEK Jiwon、CHOI Dongjin KIM Yeonsu、UM Juhyeong IM Sunhee DANG HOANG MY LINH NGUYEN THI THU TRANG                                              | 永作友克 PARK Gayoung          | 2月8日         |
| 第6話 （第32話）  | 未来への挑戦           | 校條春   | 山岸大悟            | 小松和真              | 国吉杏美、大矢由香 吉武はつひ、小栗寛子 BAEK Jiwon、CHOI Dongjin KIM Yeonsu、IM Sunhee DANG HOANG MY LINH NGUYEN THI THU TRANG                                                          | 永作友克 PARK Gayoung          | 2月15日        |
| 第7話 （第33話）  | 目覚めた炎             | 大西雄仁 | 大久保あすか        | 大久保あすか          | 山本月穂、工藤真奈 小栗寛子、Lee Ha Neul BAEK Jiwon、CHOI Dongjin KIM Yeonsu、HWANG Youseon DANG HOANG MY LINH NGUYEN THI THU TRANG                                                     | 永作友克 PARK Gayoung          | 3月1日         |
| 第8話 （第34話）  | 暗闇と呪縛             | 長瀬貴弘 | 三宅将平            | 三宅将平              | 国吉杏美、大矢由香 吉武はつひ、小栗寛子 BAEK Jiwon、CHOI Dongjin KIM Yeonsu、HWANG Youseon DANG HOANG MY LINH NGUYEN THI THU TRANG                                                      | 永作友克 PARK Gayoung          | 3月8日         |
| 第9話 （第35話）  | 救世の翼と破天の騎士   | 成田順   | 山岸大悟            | 山岸大悟              | 山本月穂、工藤真奈 大矢由香、小栗寛子 BAEK Jiwon、CHOI Dongjin KIM Yeonsu、HWANG Youseon DANG HOANG MY LINH NGUYEN THI THU TRANG                                                        | 永作友克 PARK Gayoung          | 3月15日        |
| 第10話 （第36話） | 落月の夜               | 大西雄仁 | 高橋彩              | 大久保あすか 高橋彩   | 本間理莉、山本月穂 国吉杏美、小栗寛子 松井あきほ、吉武はつひ BAEK Jiwon、CHOI Dongjin KIM Yeonsu、HWANG Youseon DANG HOANG MY LINH NGUYEN THI THU TRANG                                 | 永作友克 PARK Gayoung          | 3月22日        |
| 第11話 （第37話） | ふたりの零             | 長瀬貴弘 | 山本浩暉 山田卓     | 山本浩暉              | 工藤真奈、山本月穂 大矢由香、小栗寛子 BAEK Jiwon、CHOI Dongjin KIM Yeonsu、HWANG Youseon MY LINH、THU TRANG                                                                             | 永作友克 PARK Gayoung          | 3月29日        |
| 第12話 （第38話） | 月の試練、再び         | 成田順   | 山岸大悟            | 小松和真              | 本間理莉、国吉杏美 吉武はつひ、工藤真奈 松井あきほ、小栗寛子 BAEK Jiwon、CHOI Dongjin KIM Yeonsu、HWANG Youseon MY LINH、THU TRANG                                                      | 永作友克 PARK Gayoung          | 4月12日        |
| 第13話 （第39話） | 奇跡の幻真獣           | 大西雄仁 | 山田卓              | 山田卓 大久保あすか   | 工藤真奈、吉武はつひ 国吉杏美、山本月穂 大矢由香、小栗寛子 Lee Haneul、Kim Dine BAEK Jiwon、CHOI Dongjin KIM Yeonsu、HWANG Youseon MY LINH、THU TRANG                                   | 永作友克 PARK Gayoung          | 4月19日        |
| デラックス決勝編  |                        |          |                     |                       | |                                |                |
| 第1話 （第40話）  | 最強への道             | 大西雄仁 | 三宅将平            | 三宅将平              | 山本月穂、大矢由香 工藤真奈、小栗寛子 CHOI Dongjin、KIM Yeonsu BAEK Jiwon、HWANG Youseon MY LINH、THU TRANG                                                                             | 永作友克 PARK Gayoung          | 7月5日         |
| 第2話 （第41話）  | 月の挑戦               | 大西雄仁 | 高橋彩              | 小松和真              | 国吉杏美、小栗寛子 CHOI Dongjin、KIM Yeonsu BAEK Jiwon、HWANG Youseon MY LINH、THU TRANG                                                                                                | 永作友克 PARK Gayoung          | 7月12日        |
| 第3話 （第42話）  | 四炎 vs 封焔           | 長瀬貴弘 | 大久保あすか        | 大久保あすか          | 山本月穂、吉武はつひ 中山和子、小栗寛子 つぼし、BAEK Jiwon KIM Yeonsu、CHOI Dongjin HWANG Youseon、MY LINH THU TRANG                                                                    | 永作友克 PARK Gayoung          | 7月19日        |
| 第4話 （第43話）  | 消えない傷あと         | 校條春   | 山岸大悟            | 山岸大悟              | 国吉杏美、大矢由香 松井あきほ、小栗寛子 BAEK Jiwon、KIM Yeonsu CHOI Dongjin、HWANG Youseon MY LINH、THU TRANG                                                                           | 永作友克 PARK Gayoung          | 7月26日        |
| 第5話 （第44話）  | 暗闇の王               | 成田順   | 山田卓              | 山田卓                | 山本月穂、工藤真奈 小栗寛子、BAEK Jiwon KIM Yeonsu、CHOI Dongjin HWANG Youseon、MY LINH THU TRANG                                                                                       | 永作友克 PARK Gayoung          | 8月2日         |
| 第6話 （第45話）  | 宿命の集い             | 大西雄仁 | 小松和真            | 小松和真              | 吉武はつひ、国吉杏美 大矢由香、小栗寛子 BAEK Jiwon、KIM Yeonsu CHOI Dongjin、HWANG Youseon MY LINH、THU TRANG                                                                           | 永作友克 PARK Gayoung          | 8月9日         |

## 放送・配信
overDress
| 放送期間               | 放送時間         | 放送局                           | 対象地域・備考                                              |
| ---------------------- | ---------------- | -------------------------------- | ----------------------------------------------------------- |
| 2021年4月3日 - 6月26日 | 土曜 8:00 - 8:30 | テレビ愛知（協力） ほか系列全6局 | 北海道・関東広域圏・愛知県・ 大阪府・岡山県・香川県・福岡県 |
| 全局で字幕放送を実施。 |                  |                                  |                                                             |

| 放送期間                 | 放送時間                     | 放送局     | 対象地域   | 備考        |
| ------------------------ | ---------------------------- | ---------- | ---------- | ----------- |
| 2021年10月5日 - 12月28日 | 火曜 0:00 - 0:30（月曜深夜） | テレビ東京 | 関東広域圏 | 協力        |
|                          |                              | テレビ愛知 | 愛知県     |             |
|                          |                              | テレビ大阪 | 大阪府     |             |
|                          | 火曜 0:30 - 0:59（月曜深夜） | BSテレ東   | 日本全域   | BS/BS4K放送 |
| 全局で字幕放送を実施。   |                              |            |            |             |

will+Dress
| 放送期間               | 放送時間                     | 放送局     | 対象地域   | 備考        |
| ---------------------- | ---------------------------- | ---------- | ---------- | ----------- |
| 2022年7月5日 - 9月27日 | 火曜 0:00 - 0:30（月曜深夜） | テレビ東京 | 関東広域圏 |             |
|                        |                              | テレビ愛知 | 愛知県     |             |
|                        |                              | テレビ大阪 | 大阪府     |             |
|                        | 火曜 0:30 - 0:59（月曜深夜） | BSテレ東   | 日本全域   | BS/BS4K放送 |
| 全局で字幕放送を実施。 |                              |            |            |             |

| 放送期間 | 放送時間                     | 放送局                           | 対象地域                                                    | 備考                               |
| --- | ---------------------------- | -------------------------------- | ----------------------------------------------------------- | ---------------------------------- |
| 2023年1月14日 - 4月1日 | 土曜 8:00 - 8:30             | テレビ愛知（協力） ほか系列全6局 | 北海道・関東広域圏・愛知県・ 大阪府・岡山県・香川県・福岡県 |                                    |
| 2023年1月15日 - 4月2日 | 日曜 3:30 - 4:00（土曜深夜） | BS日テレ                         | 日本全域                                                    | BS/BS4K放送 『アニメにむちゅ〜』枠 |
| テレビ東京系列の地上波6局では字幕放送を実施。 BS日テレ以外の各局では本放送前週の1月7日にSeason1の特別総集編が放送された。 |                              |                                  |                                                             |                                    |

| 放送期間 | 放送時間               | 放送局                           | 対象地域                                                    | 備考                               |
| --- | ---------------------- | -------------------------------- | ----------------------------------------------------------- | ---------------------------------- |
| 2023年7月8日 - 10月7日 | 土曜 8:00 - 8:30       | テレビ愛知（協力） ほか系列全6局 | 北海道・関東広域圏・愛知県・ 大阪府・岡山県・香川県・福岡県 |                                    |
| | 土曜 23:30 - 日曜 0:00 | BS日テレ                         | 日本全域                                                    | BS/BS4K放送 『アニメにむちゅ〜』枠 |
| テレビ東京系列の地上波6局では字幕放送を実施。 テレビ東京系列では放送前週の7月1日、BS日テレでは7月3日にそれぞれ「カードファイト!! ヴァンガード will＋Dress Season3 放送直前！ Season1＆2振り返りSP」と題した特別番組が放送された。 |                        |                                  |                                                             |                                    |

Divinez
| 放送期間 | 放送時間               | 放送局                           | 対象地域                                                    | 備考                               |
| --- | ---------------------- | -------------------------------- | ----------------------------------------------------------- | ---------------------------------- |
| 2024年1月13日 - 4月20日                                                                                            | 土曜 8:00 - 8:30       | テレビ愛知（協力） ほか系列全6局 | 北海道・関東広域圏・愛知県・ 大阪府・岡山県・香川県・福岡県 |                                    |
| | 土曜 23:30 - 日曜 0:00 | BS日テレ                         | 日本全域                                                    | BS/BS4K放送 『アニメにむちゅ〜』枠 |
| テレビ東京系列の地上波6局では字幕放送を実施。 放送前の2023年12月16日、23日、2024年1月6日に放送記念特別番組を放送。 |                        |                                  |                                                             |                                    |

| 放送期間                                      | 放送時間               | 放送局                           | 対象地域                                                    | 備考                               |
| --------------------------------------------- | ---------------------- | -------------------------------- | ----------------------------------------------------------- | ---------------------------------- |
| 2024年7月6日 - 10月12日                       | 土曜 8:00 - 8:30       | テレビ愛知（協力） ほか系列全6局 | 北海道・関東広域圏・愛知県・ 大阪府・岡山県・香川県・福岡県 |                                    |
|                                               | 土曜 23:30 - 日曜 0:00 | BS日テレ                         | 日本全域                                                    | BS/BS4K放送 『アニメにむちゅ〜』枠 |
| テレビ東京系列の地上波6局では字幕放送を実施。 |                        |                                  |                                                             |                                    |

| 放送期間                                      | 放送時間               | 放送局                           | 対象地域                                                    | 備考                               |
| --------------------------------------------- | ---------------------- | -------------------------------- | ----------------------------------------------------------- | ---------------------------------- |
| 2025年1月11日 - 4月19日                       | 土曜 8:00 - 8:30       | テレビ愛知（協力） ほか系列全6局 | 北海道・関東広域圏・愛知県・ 大阪府・岡山県・香川県・福岡県 |                                    |
|                                               | 土曜 23:30 - 日曜 0:00 | BS日テレ                         | 日本全域                                                    | BS/BS4K放送 『アニメにむちゅ〜』枠 |
| テレビ東京系列の地上波6局では字幕放送を実施。 |                        |                                  |                                                             |                                    |

| 放送期間                                      | 放送時間               | 放送局                           | 対象地域                                                    | 備考                               |
| --------------------------------------------- | ---------------------- | -------------------------------- | ----------------------------------------------------------- | ---------------------------------- |
| 2025年7月5日 -                                | 土曜 8:00 - 8:30       | テレビ愛知（協力） ほか系列全6局 | 北海道・関東広域圏・愛知県・ 大阪府・岡山県・香川県・福岡県 |                                    |
|                                               | 土曜 23:30 - 日曜 0:00 | BS日テレ                         | 日本全域                                                    | BS/BS4K放送 『アニメにむちゅ〜』枠 |
| テレビ東京系列の地上波6局では字幕放送を実施。 |                        |                                  |                                                             |                                    |

ネット配信
インターネットでは、YouTube・ヴァンガードチャンネル、Amazon Prime Video、U-NEXT、dアニメストア、FOD、ビデオマーケットほかにて配信。また、ヴァンガードチャンネルでは2021年3月24日・3月30日に『overDress』のSeason1第1話が先行配信された。